# Rádio e Televisão de Portugal

Logo von RTP

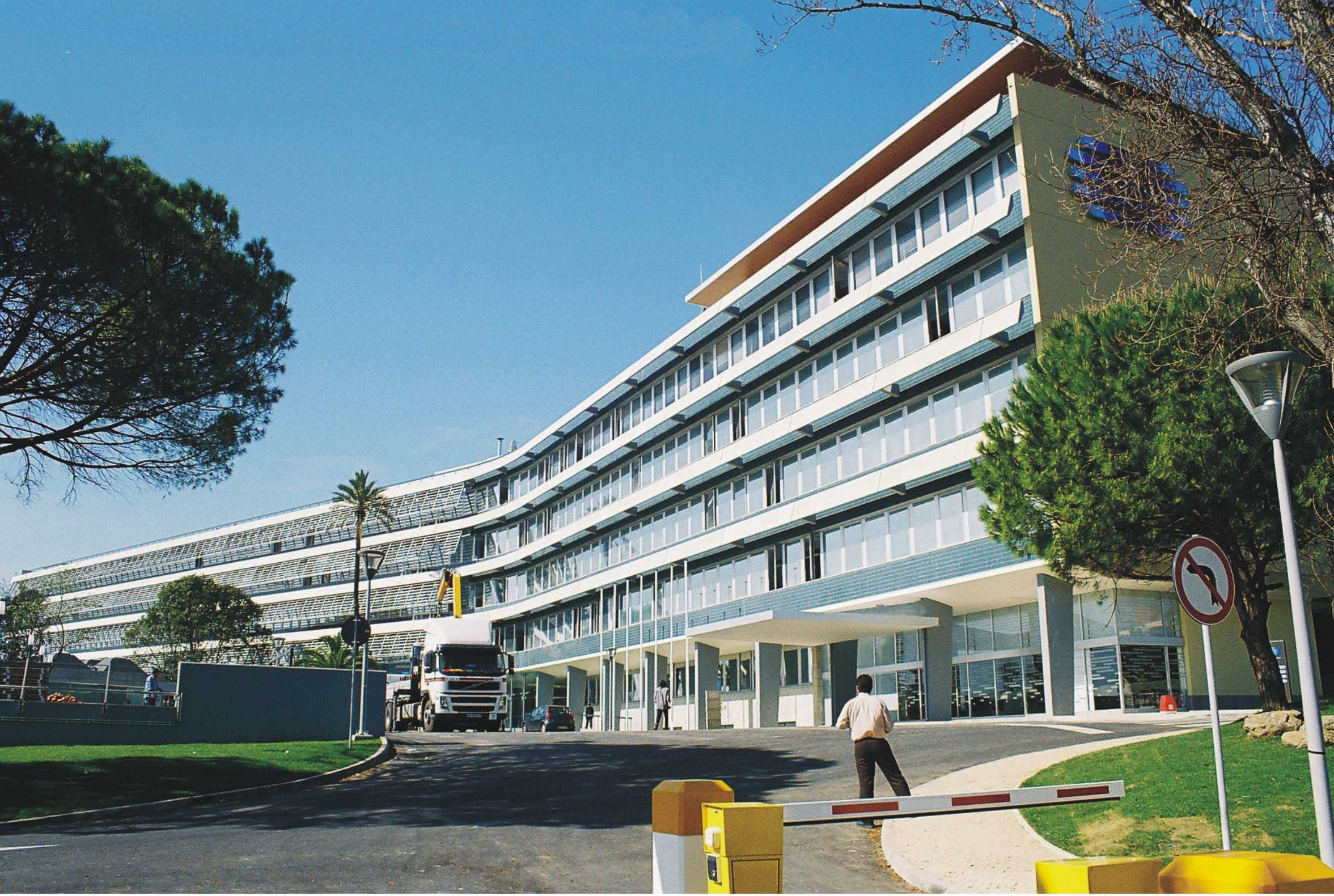
Sitz von RTP in Lissabon

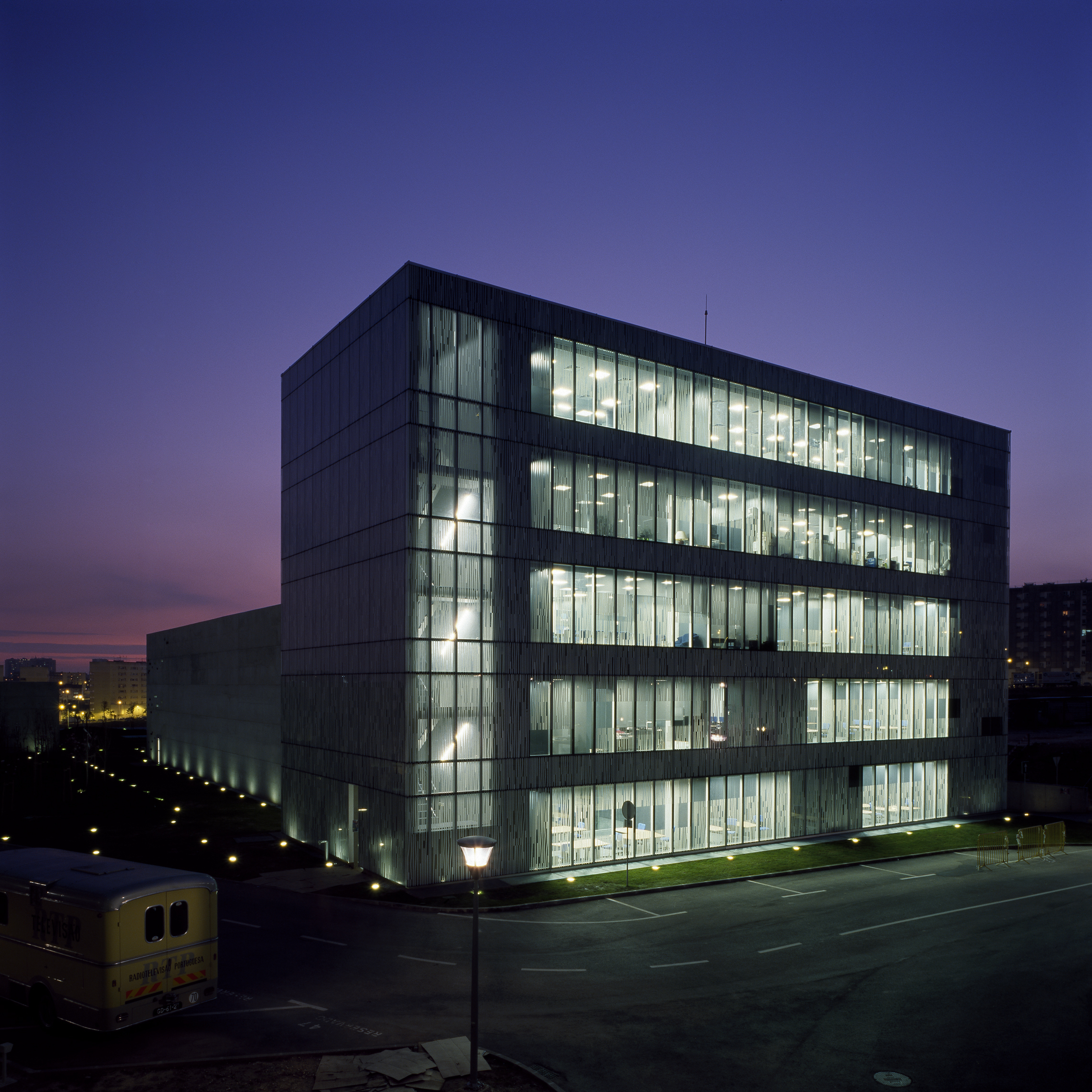
Studiogebäude von RTP in Lissabon

Früheres Logo von RTP Internacional

Rádio e Televisão de Portugal SGPS, SA (RTP) ist die öffentlich-rechtliche Rundfunkanstalt Portugals. Die Gesellschaft besteht aus den Bereichen Radiodifusão Portuguesa (RDP) für den Hörfunk, Radiotelevisão Portuguesa (RTP) für das Fernsehen, sowie RTP Meios de Produção für Fernsehproduktionen.

## Geschichte
Der Hörfunksender Emissora Nacional de Radiodifusão wurde am 4. August 1935 gegründet. 20 Jahre später, am 15. Dezember 1955, folgte die Gründung des Fernsehsenders Radiotelevisão Portuguesa, allerdings nur auf dem Papier. Erst 1956 begannen die Testsendungen aus den Feira Popular Studios in Lissabon. Der reguläre Sendebetrieb wurde am 7. März 1957 aufgenommen und erreichte damals rund 65 Prozent der Bevölkerung von Portugal. Mitte der 1960er-Jahre konnte das ganze Land versorgt werden.
In den folgenden Jahren entstanden weitere Sender. Ein zweites Programm RTP2 (seit 5. Januar 2004 dois: oder 2: genannt) ging am 25. Dezember 1968 auf Sendung. Außerdem starteten regionale Kanäle für Madeira (6. August 1972) und die Azoren (10. August 1972).
Vor der Nelkenrevolution war RTP direkt dem damaligen diktatorischen Regime unterstellt. Dies spiegelte sich zum Beispiel auch in den Themenschwerpunkten der Nachrichtensendung des 20. Juli 1969, dem Tag der ersten Mondlandung, wider. Während die Welt diesem Ereignis beiwohnte, begannen die portugiesischen Nachrichten mit der Eröffnung einer Betonfabrik durch den Präsidenten Américo Tomás.
Im Sommer 2012 kündigte die portugiesische Regierung an, im Rahmen von groß angelegten Sparmaßnahmen eine Teilprivatisierung und deutliche Verkleinerung von RTP zu prüfen. Damit wollte Portugal Hunderte Millionen Euro sparen und das Haushaltsdefizit verringern. Aus Protest trat die Leitung des Unternehmens um Intendant Guilherme Costa daraufhin geschlossen zurück. Als neuen RTP-Intendanten setzte die Regierung daraufhin den branchenfremden Manager Alberto da Ponte ein. Nach dem massiven Widerstand, zumal bekannt wurde, dass angolanische Investoren an RTP zum Einstieg interessiert seien, wie schon zuvor geschehen bei Controlinveste, heute Global Media Group, Impresa und Cofina, sind die Privatisierungspläne zurückgestellt worden und man spricht jetzt von einer Restrukturierung des Senders.

## Programme

### Radio
| Name                               | Beschreibung | Verfügbarkeit                                     |
| ---------------------------------- | --- | ------------------------------------------------- |
| Antena 1                           | Fokus auf Sport, Musik und Information (Vollprogramm).                                                                               | UKW / Mittelwellenrundfunk / Satellite / Internet |
| Antena 2                           | Klassische Musik und kulturelle Angebote (Kultursender).                                                                             | UKW / Internet                                    |
| Antena 3                           | Alternative Musik, junge portugiesische Musiker (Jugendsender).                                                                      | UKW / Internet                                    |
| Antena 1 Açores                    | Regionale Version des ersten Programms für die Azoren (Vollprogramm).                                                                | UKW / Internet                                    |
| Antena 1 Madeira                   | Regionale Version des ersten Programms für Madeira (Vollprogramm).                                                                   | UKW / Internet                                    |
| Antena 3 Madeira                   | Regionale Version des dritten Programms für Madeira (Jugendsender).                                                                  | UKW / Internet                                    |
| RDP Internacional                  | Internationales Programm, an die portugiesische Diaspora sowie portugiesischsprachige Bevölkerung gerichtet.                         | UKW / Satellite / Internet                        |
| RDP África                         | An die portugiesischsprachigen Länder in Afrika (PALOP) gerichtet.                                                                   | UKW (außer in Angola) / Satellite / Internet      |
| Antena 1 Fado                      | Webradio mit Schwerpunkt Fado | Internet                                          |
| Antena 1 Lusitânia                 | Webradio, der Fokus liegt auf portugiesischer Musik der letzten 50 Jahre.                                                            | Internet                                          |
| Antena 1 Memória – Rádio Liberdade | Webradio, der Fokus liegt auf dem Gedenken der Nelkenrevolution mit Reportagen, Features, Musik, Berichten und Interviews.           | Internet                                          |
| Antena 1 Vida                      | Webradio, der Fokus liegt auf Reportagen, Hintergrundberichten und persönlichen Geschichten aus Kultur, Geschichte und Wissenschaft. | Internet                                          |
| Rádio Zig Zag                      | Webradio für die Kinder zwischen 5 und 9 Jahre alt.                                                                                  | Internet                                          |
| Antena 2 Jazzin                    | Webradio, der Fokus liegt auf Jazz.                                                                                                  | Internet                                          |
| Antena 2 Ópera                     | Webradio, der Fokus liegt auf Opern.                                                                                                 | Internet                                          |

### Fernsehen
- RTP1
- RTP2 – meist kulturelle Sendungen
- RTP3 – Nachrichtensender
- RTP Memória – ältere Sendungen von RTP
- RTP Açores – regionales Programm für die Azoren
- RTP Madeira – regionales Programm für Madeira
- RTP Internacional – internationales Programm
- RTP África – Programm für einige afrikanische Länder

## Ehrungen
Am 7. Februar 2007 wurde der RTP der portugiesische Orden des Infanten Dom Henrique ehrenhalber verliehen (Membro Honorário, MH).
Am 19. Mai 2012 wurde der RTP von Osttimors Staatspräsidenten José Ramos-Horta die Insígnia des Ordem de Timor-Leste verliehen.